# 防禦率
防禦率（英語：ERA, earned run average），又稱自責分率，是棒球術語，指投手平均每場球所失的自責分，分值越低则代表投手表现越好。投手因為被打安打或四壞而讓人上壘（因為野手失誤而上壘的不算），然後又因任何原因讓這上壘的人回來得分（就算換投手，惟壘上那人還是原投手要負責的），此時的得分則為自責分。
若某野手失誤讓人上壘，而該守備足以結束此局者，之後只要有失分，都不算自責分；因為若沒發生失誤，此局可以提早結束，所以不是投手的錯。

## 計算
防禦率的算法：「自責分×9÷所投局數」
舉例來說，假設美國職棒大聯盟堪薩斯皇家投手王建民本球季累計主投102又2/3局（102局又2人次），責失31分，該球季防禦率就是31×9÷102.667=2.72；若單看某一場比賽，自責2分，投球7局又一人（7又1/3局），則防禦率為2×9÷7.333=2.45。
防禦率的高低能較明確地反映一個投手的表現（相較於勝投數常受隊友打擊防守表現的影響）。以先發投手的標準來說（而對於牛棚投手的要求一般要比先發投手高一點），在長期的職棒球季中，防禦率在3至4的投手算是稱職的投手，2至3算是很優秀的投手，2以下則是頂尖的投手。而大聯盟史上投滿一千局的投手中，防禦率最低的則為艾德·沃爾許（Edward Augustine Walsh）的1.82，不過沃爾許身處的死球年代中，投手平均防禦率比現在要稍低，如果把時間範圍限定在二戰後，則防禦率最低的投手是李維拉，他的防禦率是2.21。自21世紀以來，大聯盟每個賽季的投手防禦率幾乎都落在3.5至4.5這個區間。